# Circonscription Woreda 4
La circonscription Woreda 4 est une des 23 circonscriptions législatives de la ville-région d'Addis-Abeba. Sa représentante actuelle est Elfnesh Hayle Yeebyu[réf. nécessaire].